# Damla Günay
Damla Günay, född 24 november 1982, är en turkisk bågskytt. Hon deltog vid olympiska sommarspelen 2004.